# Global Ingredient Archival System
Das Global Ingredient Archival System (GInAS) ist ein Projekt der Arzneimittelbehörden von Deutschland (BfArM), Kanada (Health Canada), den Niederlanden (CBG-MEB), der Schweiz (Swissmedic) und den Vereinigten Staaten (US-FDA) zur umfassenden Bereitstellung von geprüften Informationen über alle Arten von Substanzen, die im Bereich der Arzneimittel verwendet werden oder von Bedeutung sind. Das System basiert auf dem ISO-Standard ISO 11238.
Die Software für das GInAS wird vom National Center for Advancing Translational Sciences (NCATS) entwickelt.

## Zielsetzung
GInAS soll identifizierende und weitere wissenschaftliche Informationen zu allen Klassen von arzneilich verwendeten Substanzen enthalten. Es gibt fünf Kategorien von Substanzen, die in ISO 11238 definiert wurden:
- Chemisch definierte Substanzen
- Proteine
- Nukleinsäuren
- Polymere
- Strukturell verschiedenartige Substanzen.

GInAS soll in Zukunft öffentlich zugängliche Informationen bündeln und unter einem einheitlichen Identifikator frei zugänglich bereitstellen. Es sollen
- chemische Eigenschaften und Molekülstrukturen
- physikalische Eigenschaften
- biologische Eigenschaften
- pharmakologische Daten
- pharmakodynamische Daten
- Nebenwirkungen
- Verunreinigungen
- Metabolite

erfasst werden.
Darüber hinaus ist angedacht, dass GInAS auch als Austauschplattform zwischen den regulatorischen Behörden und der Industrie dienen soll. Hierfür ist vorgesehen, dass vertrauliche Informationen in einem geschützten Bereich bereitgestellt werden.
Die GInAS-Software wird als Public-Domain-Software bereitgestellt. Es können so auch lokale Instanzen des Systems existieren, die untereinander Informationen austauschen. Ein zentraler Knoten dient der konsistenten Erzeugung der Identifikatoren und der Verteilung freier Informationen.